# Prix Popov
Le prix Popov est une distinction en mathématiques décernée tous les trois ans par l'Interdisciplinary Mathematics Institute (IMI) de l'Université de Caroline du Sud. Il a été créé en mémoire du mathématicien bulgare Vasil A. Popov (1942-1990) et ses contributions à la théorie de l'approximation et aux champs mathématiques qui y sont liés. Il récompense des contributions importantes dans ces domaines par des mathématiciens ayant obtenu leur doctorat depuis moins de six ans.

## Lauréats
- 1995 : Albert Cohen (Université Pierre-et-Marie-Curie)
- 1998 : Arno Kuijlaars[2] (université catholique de Louvain) lors du 9e Texas International Conference on Approximation Theory à Nashville, Tennessee.
- 2001 : Emmanuel Candès[3] (Cal Tech)
- 2004 : Serguei Denissov (Université du Wisconsin-Madison)
- 2007 : Mauro Maggioni (Université Duke)[4]
- 2010 : Joel Tropp[5] (California Institute of Technology)[6]
- 2013 : Andriy Bondarenko (National Taras Shevchenko Université de Kiev)[7]
- 2016 : Jean-Marie Mirebeau (CNRS)[8]
- 2020 : Danylo Radchenko

## Comité
Le comité de sélection est composé de Charles Chui, Ronald A. DeVore, Paul Nevai, Alan Pinkus, Pencho Petrushev et Edward Saff. Pour le prix Popov 2020, le comité de sélection est formé de Albert Cohen (Sorbonne Université), Emmanuel Candès (Université Stanford), Wolfgang Dahmen (Université de Caroline du Sud), Karlheinz Gröchenig (Université de Vienne), Peter Oswald (Dresden), Pencho Petrushev (Université de Caroline du Sud), et Vilmos Totik (Université du Sud de la Floride).
Le lauréat est invité à donner une conférence plénière.